# Lwaxana Troi

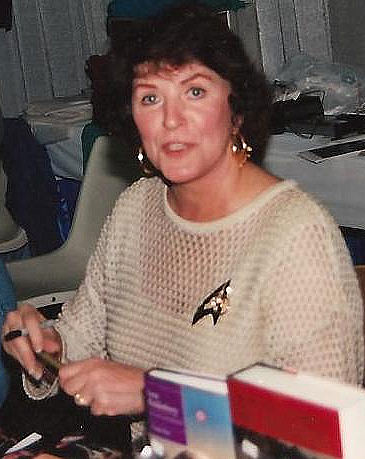
Actrice Majel Barrett

Lwaxana Troi is een personage uit het Star Trek universum, uit de series Star Trek: The Next Generation en Star Trek: Deep Space Nine. Lwaxana Troi werd gespeeld door de Amerikaanse actrice Majel Barrett.
Lwaxana Troi is een ambassadrice van haar thuisplaneet Betazed. Ze is de weduwe van Ian Andrew Troi en de moeder van Deanna Troi. Ze had nog een dochter, Kestra, maar die is op jonge leeftijd verdronken. Kestra was enkele jaren ouder dan Deanna. Ook heeft ze een zoon van de Tavniaan Jeyal. De naam van deze zoon is waarschijnlijk Barin. Ze was korte tijd met Odo Ital getrouwd, om Jeyals aanspraken op het kind tegen te gaan.
Haar officiële naam is Lwaxana Troi, Dochter van het Vijfde Huis, Houdster van de Heilige Beker van Rixx, Erfgename van de Heilige Ringen van Betazed (Engels: Lwaxana Troi, Daughter of the Fifth House, Holder of the Sacred Chalice of Rixx, Heir to the Holy Rings of Betazed).
In de afleveringen van Star Trek: The Next Generation wordt Lwaxana Troi meestal begeleid door haar vrijwel altijd zwijgende bediende Mr. Homn, een rol die wordt gespeeld door Carel Struycken.